# Vejkryds
 For alternative betydninger, se Kryds. (Se også artikler, som begynder med Kryds)
I trafikken er et vejkryds et sted, hvor to eller flere veje mødes. Et kryds kan udformes på flere måder afhængig af, hvordan trafikken ønskes afviklet. Udformningen har betydning for trafiksikkerheden, og hvor hurtigt trafikken fra de enkelte retninger kan fortsætte.
Såfremt en vej afsluttes ved mødet med en anden vej, kaldes krydset et T-kryds, mens kryds, hvor begge veje fortsætter kaldes firevejskryds. Herudover betragtes mange andre former vejanlæg for kryds som f.eks. rundkørsler, jernbaneoverskæringer, separate cykelstier og kryds med flere end fire veje.

## Vigepligt
Hvis ikke andet er angivet ved et kryds, hvor trafikken mødes i samme niveau, er der i Danmark højrevigepligt for trafikanter.
Mange kryds er dog enten signalregulerede eller er prioriterede vejkryds, hvor trafikken fra en eller flere af vejene har ubetinget vigepligt. Især i Nordamerika ses ofte kryds, hvor der er fuldt stop for trafikken fra alle retninger. Disse kaldes all-way stop eller 4-way stop.

## Rundkørsler
En speciel form for kryds er rundkørsler, hvor trafikken mødes i et cirkelformet anlæg. En rundkørsel er velegnet til kryds, hvor der er mere end fire veje, men benyttes ofte i stedet firevejskryds og T-kryds, da de er velegnede i forbindelse med skift af vejtyper eller hvis krydsets form er skæv eller uregelmæssig. Herudover er trafikken mere glidende i en rundkørsel end i kryds, hvor nogle retninger har ubetinget vigepligt eller er reguleret af trafiklys. Endelig betragtes rundkørsler som en af de sikreste krydstyper.

## 2-planskryds
Kryds i flere plan giver mulighed for at afvikle mere trafik. Såfremt der laves forbindelse mellem de to veje i to plan, vil betegnelse af krydset afhænge af, om der er vigepligt eller indfletning for trafikken til og fra forbindelsesvejen.
Hankeanlæg er kryds, hvor forbindelsesvejen (hanken) har ubetinget vigepligt i begge ender. Hankeanlæg benyttes typisk ved kryds af to veje, der er meget trafikerede, men hvor der ikke er meget trafik fra den ene vej til den anden. Pga. vigepligten kan et hankeanlæg ikke benyttes ved motorveje.
Tilslutningsanlæg er anlæg, hvor forbindelsesvejen har ubetinget vigepligt i den ene ende, mens der er indfletning i den anden. Denne type anlæg benyttes typisk, hvor en mindre vej skaber tilslutning til en større f.eks. en motorvej.
Forbindelsesanlæg er anlæg, hvor forbindelsesvejene både starter og slutter i indfletning. Der er således ikke vigepligt i en forbindelsesanlæg, og de kan derfor benyttes som motorvejskryds.